# Du haut de la terrasse
Pour plus de détails, voir Fiche technique et Distribution.
Du haut de la terrasse (titre original : From the Terrace) est un film américain réalisé par Mark Robson, sorti en 1960.

## Synopsis
Le fils séparé d’un industriel de Pennsylvanie, se marie avec une fille de bonne famille et déménage à New York pour chercher fortune.

## Fiche technique
- Titre : Du haut de la terrasse
- Titre original : From the Terrace
- Réalisation : Mark Robson
- Scénario : Ernest Lehman
- Photographie : Leo Tover
- Montage : Dorothy Spencer
- Musique : Elmer Bernstein
- Producteur : Mark Robson
- Société de production : Linebrook
- Sociétés de distribution : 20th Century Fox
- Pays d'origine :  États-Unis
- Format : Couleurs - 2,35:1 - Mono
- Genre : Film dramatique
- Durée : 149 minutes
- Date de sortie : 1960
- Affiche : Georges Kerfyser (France)

## Distribution
- Paul Newman (VF : Jacques Beauchey) : David Alfred Eaton
- Joanne Woodward (VF : Martine Sarcey) : Mary St. John / Mme Alfred Eaton
- Myrna Loy (VF : Lita Recio) : Martha Eaton
- Ina Balin : Natalie Benzinger
- Leon Ames (VF : André Valmy) : Samuel Eaton
- Elizabeth Allen  (VF : Nadine Alari) : Sage Rimmington
- Barbara Eden  (VF : Michele Bardollet) : Clemmie Shreve
- George Grizzard (VF : Marc Cassot) : Alexander 'Lex' Porter
- Patrick O'Neal  (VF : Jean-Claude Michel) : Dr Jim Roper
- Malcolm Atterbury : George Fry
- Raymond Bailey  (VF : Roger Tréville) : M. Eugene St. John
- Kathryn Givney : Mme St. John
- Howard Caine  (VF : Georges Hubert) : Creighton Duffy
- Ted de Corsia  (VF : Serge Nadaud) : M. Ralph W. Benziger
- Felix Aylmer (VF : Paul Villé) : MacHardie
- Ted de Corsia (VF : Serge Nadaud) : Benziger
- Felippa Rock (VF : Paule Emanuele) : Jeanne Duffy
- Lauren Gilbert (VF : Lucien Bryonne) : Frolick
- Jimmy Martin (VF : Linette Lemercier)  : André Duffy

Et, parmi les acteurs non crédités :
- Dorothy Adams : Mme Benziger
- Cyril Delevanti : Le secrétaire de MacHardie
- Mae Marsh : La gouvernante de Sandy
- Elizabeth Russell : Une dame chez Frolick
- Robert Shayne : Un associé